# Dawit Dżanaszia
Dawit Dżanaszia (gruz. დავით ჯანაშია, ur. 8 lipca 1972 w Kutaisi) – gruziński piłkarz występujący na pozycji pomocnika.

## Kariera klubowa
Dżanaszia karierę rozpoczynał w sezonie 1989 w zespole Torpedo Kutaisi, grającym w drugiej lidze ZSRR. Od sezonu 1990 występował z nim pod nazwą FC Kutaisi w nowo powstałej pierwszej lidze gruzińskiej. Przed sezonem 1992/1993 klub wrócił do nazwy Torpedo. W 1993 roku odszedł do Samtredii, z którą w sezonie 1994/1995 wywalczył wicemistrzostwo Gruzji.
W 1996 roku Dżanaszia przeszedł do rosyjskiej Żemczużyny Soczi, grającej w pierwszej lidze rosyjskiej. Spędził tam sezon 1996, a w sezonie 1997 grał w innym pierwszoligowcu, Czernomorcu Noworosyjsk. Pod koniec 1997 roku wrócił do Torpeda Kutaisi. Dwukrotnie zdobył z nim mistrzostwo Gruzji (2000, 2001), a także dwa razy Puchar Gruzji (1999, 2001).
W 2001 roku Dżanaszia odszedł do Lokomotiwi Tbilisi. W późniejszych latach grał też w Dinamo Batumi, Torpedo Kutaisi, Samgurali Ckaltubo, kazachskim FK Atyrau, SK Zestaponi, SK Bordżomi oraz po raz kolejny w Torpedo Kutaisi, gdzie zakończył karierę.

## Kariera reprezentacyjna
W reprezentacji Gruzji Dżanaszia zadebiutował 2 września 1992 w przegranym 0:1 towarzyskim meczu z Litwą. 26 czerwca 1994 w wygranym 3:1 towarzyskim pojedynku z Łotwą strzelił swojego pierwszego gola w kadrze. W latach 1992–1999 w drużynie narodowej rozegrał 9 spotkań i zdobył 3 bramki.